# Тадеуш Врубель
Таде́уш Стані́слав Вру́бель (пол. Tadeusz Stanisław Wróbel, 13 травня 1886, Сянок — 18 листопада 1974, Вроцлав) — польський архітектор, урбаніст, педагог, представник львівської архітектурної школи міжвоєнного періоду, один із співзасновників Вроцлавської політехніки.

## Життєпис
Народився 13 травня 1886 у місті Сянок у родині викладача гімназії. 1898 року переїхав до Львова, де у 1904 році закінчив гімназію. Того ж року вступив на архітектурний факультет Львівської політехніки. 17 липня 1912 року закінчив навчання, здобувши диплом інженера-архітектора. 1911 року став членом Політехнічного товариства у Львові Входив Кола польських архітекторів, яке діяло в рамках товариства. 1912 року  обраний заступником секретаря Кола 26 жовтня 1925 року — членом правління. 26 листопада 1926 року від імені Кола обраний до Сталої делегації архітекторів польських у Варшаві. 4 листопада 1927 року обраний до правління Кола «членом-заступником» і знову до Сталої делегації.
Викладав у львівській художньо-промисловій школі (1913—1914). До 1914 року залишався працювати асистентом на кафедрі будівництва шляхів і залізниць. До початку першої світової війни зумів реалізувати лише кілька проєктів, після чого був призваний до австрійського війська. Проходив службу на будівництві як інженер народного ополчення у Відні та Вуленсдорфі. Отримав звання поручика. Остаточно демобілізований 1921 року, працював до 1924 року асистентом на кафедрі утилітарного будівництва Львівської політехніки, а пізніше, до 1928 року — конструктором на тій же кафедрі. Того ж 1928 року спільно з Леопольдом Карасінським відкрив власне архітектурне бюро у Львові. У 1929-1930 роках викладає будівельні норми на інженерно-архітектурному відділі. 1924 року отримав стипендію для навчання у Парижі. Подорожував Італією, Австрією, Німеччиною, Швецією. 1939 року очолив кафедру містобудування у Львівській політехніці. Довідник від 1939 року вказує адресу будівельного підприємства Врубеля на вулиці Романовича, 8 (нині вулиця Саксаганського). 1930 року входив до складу журі конкурсу на проєкт пам'ятника Каролю Скібінському на Личаківському цвинтарі у Львові.
Під час німецької окупації, після відкриття в політехніці вищих технічних курсів, викладав містобудування, паралельно працював консультантом у справах будівництва. У жовтні 1945 року виїхав до Вроцлава, де взяв участь у створенні Вроцлавської політехніки, працював у відділі сухопутного будівництва. Після заснування відділу архітектури і будівництва, став його першим деканом (1945—1947). Здобув статус професора надзвичайного (1948), і створив кафедру урбаністики. 1950 року був президентом вроцлавського відділення Товариства польських урбаністів (пол. Towarzystwo Urbanistów Polskich, TUP). Видав книгу Zarys historii budowy miast (Ossolineum, 1977). Займався відновленням будівлі вроцлавського Оссолінеуму. Нагороджений Лицарським Хрестом Ордена Відродження Польщі. Помер у Вроцлаві 18 листопада 1974 року, похований у Варшаві.

## Проєкти
- Наріжний будинок у формах класицизуючого модерну на вулиці Фредра, 2, на розі з нинішньою Князя Романа (1912, співавтор Максимільян Бурстін).
- Конкурсний проєкт готелю «Брістоль» у Кракові, I нагорода (1912, співавтори Богдан Келлес-Краузе, Максимільян Бурстін)[9].
- Два конкурсні проєкти Ощадної каси в Сяноку. Обидва відзначені III нагородами серед 14 претендентів (1912, співавтори Богдан Келлес-Краузе, Максимільян Бурстін). Проєкти експонувались у приміщенні Технологічного музею у Львові[10][11][12][13].
- Будинок у стилі раціонального модерну з елементами класицизму на нинішній площі Ангелів, 1 (1913)[14].
- Павільйони Клініки інфекційних хвороб на вулиці Пекарській, 54—56, Мечникова, 14 (1910—1914).
- Головний павільйон «Східних торгів» (тепер Стрийський парк) у стилізованих формах ампіру із орнаментикою у стилі ар деко (1922, у співавторстві з Іваном Багенським, Броніславом Віктором, і Вітольдом Бладою). Павільйон «Scarotti» (1925)[15].
- Житловий будинок на вулиці Городоцькій, 33 у стилі ар деко (1923).
- Конкурсний проєкт костелу в Руднику над Сяном (III нагорода)[16].
- Конкурсний проєкт учительської семінарії у Пщині (1925, спільно з Леопольдом Карасінським). II місце[17].
- Два проєкти санаторію у Криниці-Здруй. Розроблені спільно з Лепольдом Карасінським для конкурсу 1926 року. Один здобув III місце, другий отримав відзнаку журі[18].
- Проєкт Ремісничо-промислової школи в Познані. Був придбаний журі на конкурсі 1927 року. Співавтор Леопольд Карасінський[19].
- Фоє кінотеатру «Марисенька» в торговому пасажі Ґрюнерів на площі Генерала Григоренка, 5 (1928)[20].
- Школа ім. М. Рея на проспекті Чорновола, 6 у стилі конструктивізму (1928—1929; нині львівська СЗОШ № 58).
- Житловий будинок для працівників Львівської політехніки у стилі конструктивізму на вулиці Котляревського, 55 (1928—1929)[21].
- Житлові будинки у стилі ар деко на вулиці Тарнавського, 36-38 (1930).
- Інтер'єр у стилі ар деко кав'ярні львівського готелю Жорж (1930—1931).
- 80-квартирний житловий будинок працівників гміни Львова на нинішній вулиці Жовківській. Проєкт 1931 року, співавтор Леопольд Карасінський. Керував спорудженням Максиміліан Кочур[22].
- Конкурсний проєкт «Дому солдата» на нинішній площі Петрушевича у Львові (1932)[23].
- Проєкт віллової забудови т. зв. «Професорської колонії» (1930-ті, спільно з Леопольдом Карасінським, Максиміліаном Кочуром).
- Будівля нинішньої середньої школи № 28 на вул. Архипенка, 28 (1932, інша адреса — Тютюнників, 2). Фасад прикрашали декоративні панно Казимира Пьотровича в техніці сграфіто (не збережені)[24].
- Проєкт забудови мікрорайону «Новий Львів» (1932—1935, у співавторстві).
- Особняк Зигмунта Млєчка в дворковому стилі на вулиці Єфремова, 66 (проєкт 1934 року)[25].
- Проєкт вхідного порталу житлового будинку на площі Ринок, 20, виконаний у вересні 1934 року[26]
- Будинок Управління міських електричних закладів Львова у стилі функціоналізму. Нині Обласне управління СБУ на вул. Вітовського, 55 (1935—1936, співавтори Леопольд Карасінський, Оттон Федак). Проєкт не здобув призових місць, але був прийнятий до реалізації[27][28].
- Колишній будинок Медичної Палати на вулиці Конопницької, 3 (1935—1937, співавтор Леопольд Карасінський). Початково будинок планувався із фігуративним фризом на алегоричну тематику. Однак фриз не реалізовано і замінено на 5 написів латиною, виконаних у техніці сграфіто[24].
- Конкурсний проєкт корпусів механічного і електротехнічного факультетів Львівської політехніки, III місце (1937, спільно з Леопольдом Карасінським, при співпраці Вітольда Раковського і Юліана Бжуховського)[29][30]
- Проєкт дому Польського історичного товариства у Львові. Розроблений для закритого конкурсу 1938 року. Не був прийнятий до реалізації[31].
- Нинішній палац культури імені Гната Хоткевича у стилі функціоналізму на вулиці Кушевича, 1 (1933—1938, співавтор Леопольд Карасінський).
- Аптека на нинішній вулиці Свєнціцького, 5 у стилі функціоналізму (1939).
- Нереалізований проєкт прибуткового будинку, що планувався 1939 року на місці будівлі Віденського банку зв'язку на нинішній вулиці Гнатюка, 3 (ділянку забудовано лише 1957 року житловим будинком за проєктом архітектора Миколи Мікули 1957)[32].
- Ратуша в Рогатині у стилі модернізованого ампіру.

Будинок на вул. Фредра, 2 (1912)
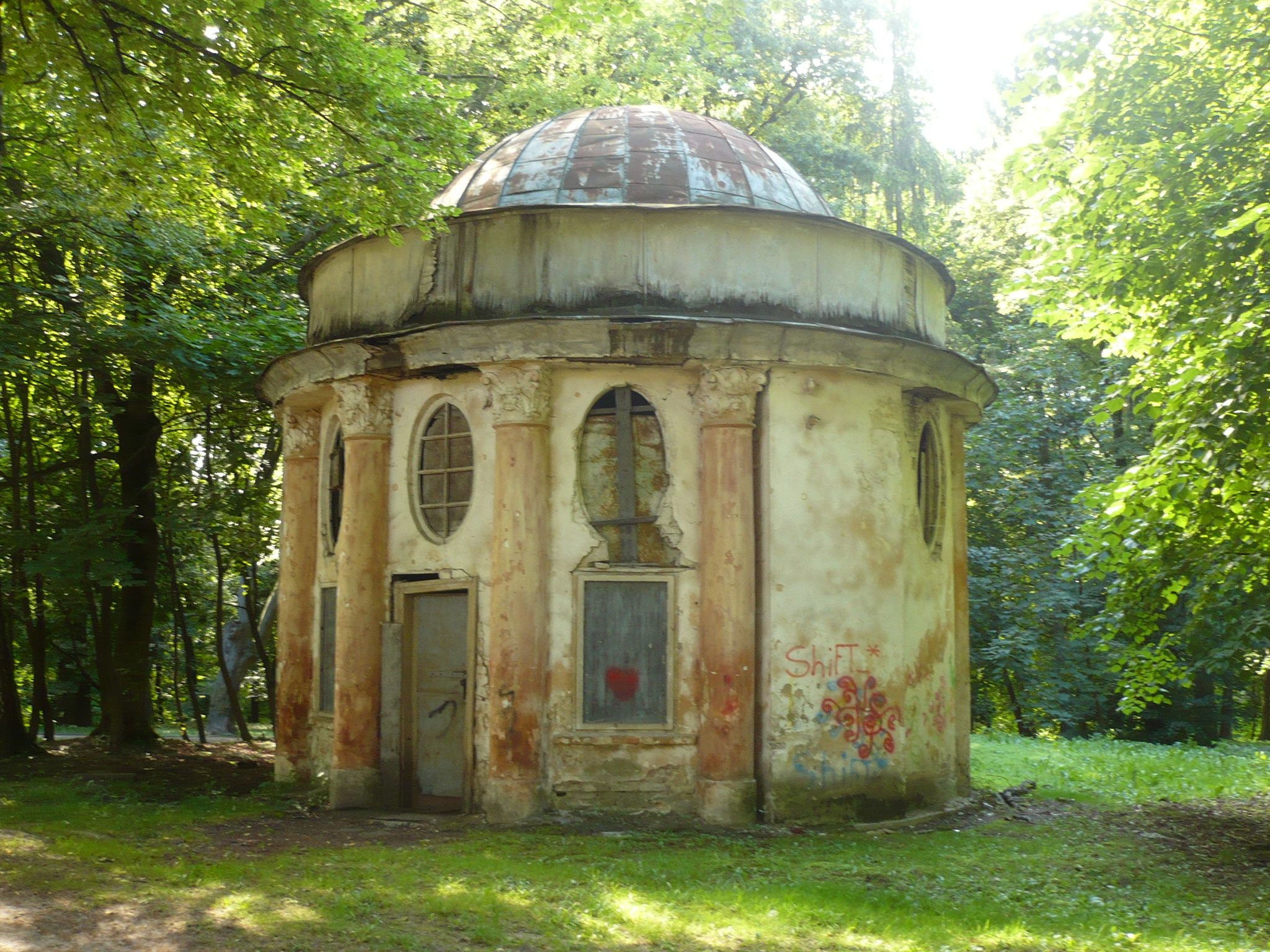
Павільйон-ротонда «Scarotti» (1925) на Східних торгах
Будинок лікарів на вул. Конопницької, 3 (1935—1937)
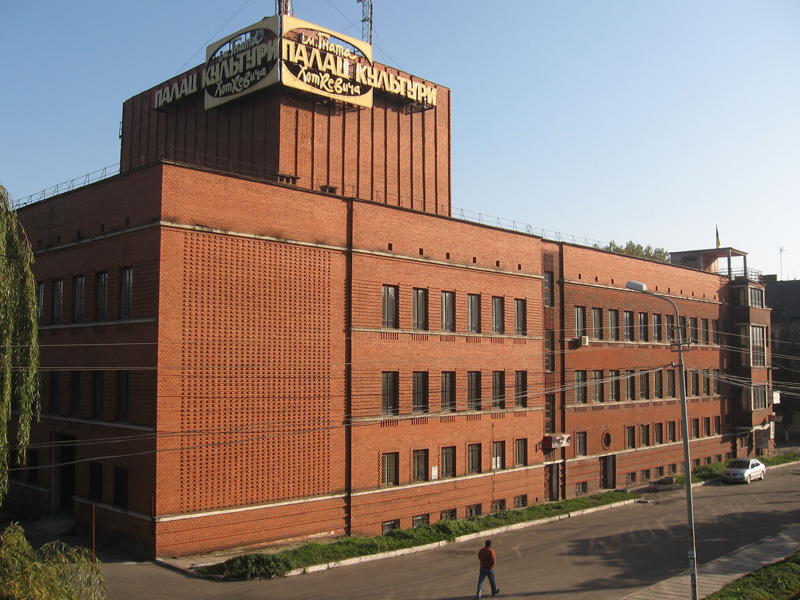
Палац культури ім. Гната Хоткевича (1933—1938)